# DJ Ivis
Iverson de Souza Araújo (Santa Rita, 15 de maio de 1991), conhecido como DJ Ivis, é um cantor, compositor, produtor musical, tecladista e DJ brasileiro. 
Ficou conhecido por estar por trás de várias composições de piseiro e pela violência doméstica praticada contra sua ex-mulher.

## Biografia
Ivis nasceu na cidade de Santa Rita, na Paraíba e começou a carreira tocando em bandas do bairro de Santa Rita de swingue baiano primeira banda que ele começou pagode Kaza bamba , passando em pouco tempo a tocar em apresentações de forró em João Pessoa. Através do Twitter começou a oferecer músicas a bandas de forró. Em 2012, mudou-se para Fortaleza, onde tocou com bandas locais. Em 2015 lançou o álbum "Seresta de Luxo", que se tornou sucesso em Alagoas.
Com o sucesso de seu trabalho, recebeu convite para integrar a ainda Aviões do Forró, onde conseguiu uma oportunidade como músico e produtor. Nessa época,o grupo viveu a saída de Solange Almeida e dos principais músicos. Foi quando Ivis imprimiu um novo estilo ao cantor Xand Avião, então vocalista do Aviões, com uma estética eletrônica ao forró.
A partir de 2020, o nome de DJ Ivis ficou mais em evidência com o lançamento de parcerias com outros artistas do gênero forró. A música "Esquema Preferido", de Tarcísio do Acordeon, apareceu na parada Top 200 Brasil do Spotify e na posição 174 do Billboard Global 200 e 84 do Billboard Global Excl. U.S.
Um levantamento feito em março de 2021 feito pela Audiency.io, empresa de monitoramento de audiência em rádios e streaming, mostrou que 17 composições de Ivis apareciam entre as 100 músicas de forró mais tocadas no Brasil, incluindo "Esquema Preferido", "Basta Você Me Ligar", "Cidade Inteira" e "Já Te Esqueci".
DJ Ivis aparece em composições de músicas dos Barões da Pisadinha ("Renatinha", "Liga pro 190"), Zé Vaqueiro ("Cangote", "Volta comigo BB"), Raí Saia Rodada ("Era Eu") e Dj Guuga ("Volta Bebê, Volta Neném").
Em junho de 2021 retomou a carreira solo ao aparecer na live show do cantor Xand Avião. No dia 26, lançou o EP Eu Ouvi Brasil.

## Violência doméstica
Em 11 de julho de 2021, DJ Ivis foi denunciado publicamente por agressão pela ex-esposa, Pamella Gomes de Holanda. Ela compartilhou nas redes sociais vídeos em que aparecia apanhando com tapas, socos e chutes. Os vídeos haviam sido registrados na residência do casal, em datas diferentes. O músico, por sua vez, admitiu as agressões, mas acusou a ex-esposa de chantagem.
O fato acarretou na demissão de Ivis da produtora Vybbe, do cantor Xand Avião. O músico teve parcerias canceladas com Latino  e Zé Felipe. Emissoras de rádio e serviços de streaming de músicas excluíram e bloquearam as músicas em que o artista aparece.
No dia 14 de julho de 2021 DJ Ivis foi preso em Fortaleza pela Polícia Civil em uma medida de prisão preventiva. No dia 22 de outubro do mesmo ano, o cantor foi libertado, depois de seis pedidos de habeas corpus negados. No sétimo pedido, a Vara Única da Comarca de Eusébio concedeu liberdade ao artista, para aguardar o julgamento em liberdade.

## Discografia
- "Seresta de Luxo" (2015)
- "Seresta de Luxo - Ao Vivo" (2019)
- "Piseiro Romântico" (2020)
- "Seresta de Luxo - Piseiro Edition" (2020)
- "Baile do DJ Ivis: Piseiro Hits" (2021)